# Anne Jan Herman Maurits Adriaan van Nagell
Anne Jan Herman Maurits Adriaan baron van Nagell, heer van Nederhemert ('s-Gravenhage, 8 augustus 1820 - kasteel Nederhemert, Nederhemert, 31 augustus 1880) was een Nederlands burgemeester.

## Levensloop

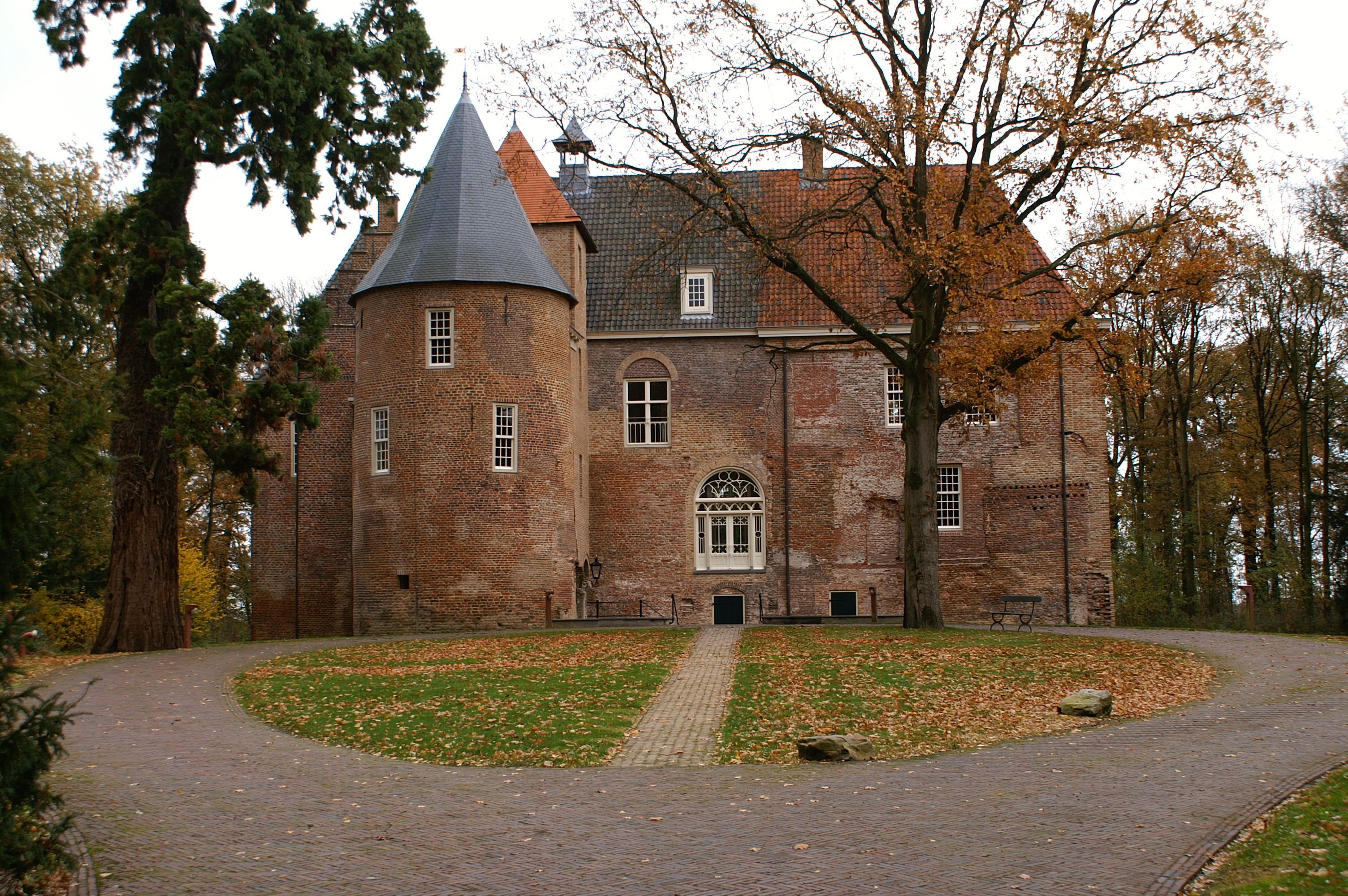
Kasteel Nederhemert

Van Nagell was een telg uit het adellijke geslacht Van Nagell en een zoon van Carel Anne Daniël baron van Nagell (1790-1868), kamerheer, en Otteline Frederica Louise gravin Bentinck, vrouwe van Nederhemert (1793-1868). Na het overlijden van zijn moeder werd hij heer van Nederhemert; zijn moeder had dat weer van haar moeder geërfd: Otteline Frédérique Louise des H.R.Rijkgravin Bentinck-van Reede, vrouwe van Nederhemert, enz. (†1799), de echtgenote van Willem Gustaaf Frederik des H.R.Rijksgraaf Bentinck (1762-1835), een kleinzoon van Charlotte Sophie van Aldenburg die een van de hoofdpersonen is in de historische Bentinck-romans van Hella Haasse.
Hij trouwde in 1851 met jkvr. Elisabeth Anna Gerhardina van Kretschmar (1830-1910), telg uit het geslacht Van Kretschmar. Zijn weduwe werd na zijn overlijden vrouwe van Nederhemert. Omdat het huwelijk Van Nagell-van Kretschmar kindeloos bleef, vererfde kasteel Nederhemert op haar nicht jkvr. Anne Maurice Adríenne van Kretschmar, vrouwe van Nederhemert (1861-1920) die in 1896 trouwde met Ernst Willem baron van Wassenaer, heer van Nederhemert (1863-1954), lid Provinciale Staten van Gelderland, telg uit het geslacht Van Wassenaer. Na haar overlijden ging het kasteel met landgoed over naar haar weduwnaar en de heerlijkheid is sindsdien in diens familie gebleven hoewel het kasteel zelf werd verkocht.
Tussen 1886 en 1893 waren overigens tientallen hectaren grond in Nederhemert door de overheid onteigend van de weduwe Van Nagell-van Kretschmar voor de verruiming van het Heusdensch Kanaal.
Behalve dat Van Nagell heer van Nederhemert was, werd hij in 1859 ook benoemd tot burgemeester van die gemeente en op 5 januari 1860 in dat ambt geïnstalleerd. Hij zou dat tot 1871 blijven: hem werd bij koninklijk besluit van 23 juni 1871 op eigen verzoek ontslag verleend uit die functie. Hij was daarnaast ook heemraad in het polderdistrict van Bommelerwaard. Hij was kapitein bij de rustende schutterij in de provincie Overijssel. Hij hield zich daarnaast bezig met het fokken van hoornloos rundvee.
Van Nagell overleed op kasteel Nederhemert in 1880, vlak na zijn 60e verjaardag; zijn weduwe zou hem dertig jaar overleven.